# Harry Hopkins (танк)
Mk VIII, A25, «Гаррі Гопкінс» (англ. Light Tank Mk VIII, Harry Hopkins) — британський легкий танк часів Другої світової війни. Танк був названий по імені Гаррі Гопкінса — дипломатичного радника з адміністрації Рузвельта.

## Опис
Mk VIII був призначений для заміни танка Mk VII «Тетрарх» в підрозділах Британської армії. Компанія Віккерс-Армстронг збиралася удосконалити танк «Тетрарх», особливо в області бронювання. У Mk VIII була збільшена товщина броні в лобовій частині корпусу та башти до 38 мм, борти корпусу мали бронювання у 17 мм, крім того був збільшений кут нахилу броньових аркушів, що ще більше посилювало захист від снарядів. Це спричинило збільшення габаритів та ваги, внаслідок «Гаррі Гопкінс» виявився занадто важким для перевезення за допомогою планера General Aircraft Hamilcar, який використовувався для перевезення танків «Тетрарх».
На Mk VIII був встановлений той же 12-циліндровий двигун Meadows, що і на «Тетрарх», однак маса танка що збільшилася знизила його максимальну швидкість до 48 км/год. Озброєння також залишилося колишнім-один кулемет BESA і 40-мм гармата QF 2 pounder. Танк зберіг незвичайну систему рульового управління «Тетрарха»: при повороті всі вісім опорних котків не лише поверталися, а й нахилялися так, щоб трохи зігнути гусениці та повернути танк. Ідея полягала в тому, щоб зменшити механічний опір і знизити втрати потужності, що мали місце в традиційній системі повороту танка за допомогою гальмування гусениці з потрібної сторони танка. На відміну від «Тетрарха», рульова система була обладнана підсилювачем.

## Історія створення
Дизайн танка був представлений в Військовому Міністерстві Великої Британії в кінці 1941 р. з початковим замовленням на 1000 машин, побудованих за сприяння Танкової Комісії Військового Міністерства. У листопаді 1941 року розмір замовлення був збільшений до 2410 танків. Виробництво планувалося почати в червні 1942 р. на заводі компанії Метро-Кеммелл, що є філією Віккерс-Армстронг. Саме тоді танку було присвоєно позначення A25 і ім'я «Гаррі Гопкінс». Однак майже одразу було виявлено ряд проблем, які вимагали внесення додаткових модифікацій в конструкцію танка. У вересні 1942 р. Міністерство Постачання Великої Британії повідомило прем'єр-міністру Черчіллю про те, що через недоліки конструкції можуть виникнути затримки в поставках танків Mk VIII. У доповіді Військового Міністерства, зокрема, повідомлялося, що підвіску танка потрібно серйозно доопрацювати, перш ніж пускати його у виробництво. Польові випробування танка також показали ряд недоробок, які були настільки серйозними, що випробування завершилися достроково.
Це призвело до того, що лише 6 танків з 100 замовлених Військовим Міністерством були проведені до кінця серпня 1943 р. Хоча Військове Міністерство наполягало на виробництві машин подібного класу, до лютого 1945 р., коли виробництво танка було зупинено, було побудовано всього 100 машин.

## Бойове застосування

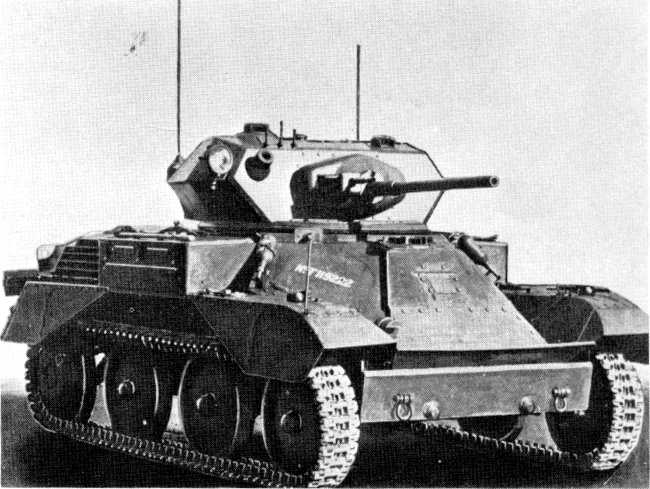
Mk VIII Light Tank

До середини 1941 р. Чиновники у Військовому Міністерстві та британської армії ухвалили рішення поступово відмовитися від використання легких танків, оскільки ті мали слабке озброєння та бронювання, а також незадовільно показали себе в боях з німецькими танками під час Битви за Францію. Великі втрати легких танків змусили по іншому подивитися на концепцію легкого танка. Довоєнна роль легкого танка як розвідувальної машини поступово відійшла до бронеавтомобілів, які мали менший екіпаж та велику прохідність по пересіченій місцевості. Та кількість легких танків, яка була необхідна Британській армії практично повністю компенсувалася американськими танками M5 «Стюарт». Тому Mk VIII морально застарів ще до того, як вдалося побудувати значну кількість танків, і ніколи не брав участь у боях. Однак у Військового Міністерства були плани переобладнати ці машини в розвідувальні або аеротранспортабельні. У кінцевому рахунку було вирішено передати вже побудовані танки ВПС Великої Британії для охорони аеродромів.

## Подальші розробки
На основі танка Mk VIII був розроблений прототип САУ «Алекто». Машина також мала позначення Harry Hopkins 1 CS («Close Support»-англ. «Близька підтримка») і A25 E2. В одному з варіантів САУ являла собою 95-мм гаубицю, встановлену у відкритій рубці на шасі від танка «Гаррі Гопкінс». Гармата мала низький профіль і менше бронювання, ніж базовий танк. Це було зроблено для зменшення маси, і, як наслідок, збільшення максимальної швидкості. Військове Міністерство спочатку замовляло 2200 САУ типу «Алекто», проте було вироблено дуже мало машин. САУ «Алекто» ніколи не брали участь в боях. Більшість з них було переобладнано на бульдозери для інженерних військ
Також обговорювалася можливість використовувати танк в зв'язці з планером Baynes Bat типу «Літаюче крило». Отриманий «крилатий» танк буксирувався за допомогою транспортного літака, а потім планував прямо на поле бою. Однак ці розробки були перервані після невдалих випробувань прототипу, який розбився одразу після зльоту.